# Fekete Borbála
Fekete Borbála (Szentpéterszeg, 1933. október 25. – Debrecen, 1992. augusztus 26.) festőművész, pedagógus, főiskolai docens.

## Élete
Édesapja Fekete Gusztáv református lelkipásztor, édesanyja Bartha Borbála tanítónő volt. 
Szemléletét, magatartását református családja és puritán környezete alakította és határozta meg.
1953-ban érettségizett, majd az Egri Tanítóképzőn szerzett magyar nyelv és irodalom szakos diplomát, 1963-ban ugyanitt szerezte meg rajztanári diplomáját. 
Később 1982-ben Budapesten a Magyar Képzőművészeti Főiskola szobrász szakát is elvégezte.
Első munkahelye szülőfalujában, Szentpéterszegen volt, ahol elsajátította a tanítás művészetét amit később további munkahelyeire is magával vitt. Tanítványai nagy sikereket értek el hazai és nemzetközi gyermekrajz-pályázatokon.
1970-ben került Hajdúszoboszlóra, az akkor 2-es számú általános iskolába (ma Thököly Imre Kéttannyelvű Általános Iskola), majd többszöri kérésnek eleget téve 1980-ban a Debreceni Tanítóképzőbe került, ahol haláláig tanított. 1964-től festett rendszeresen.

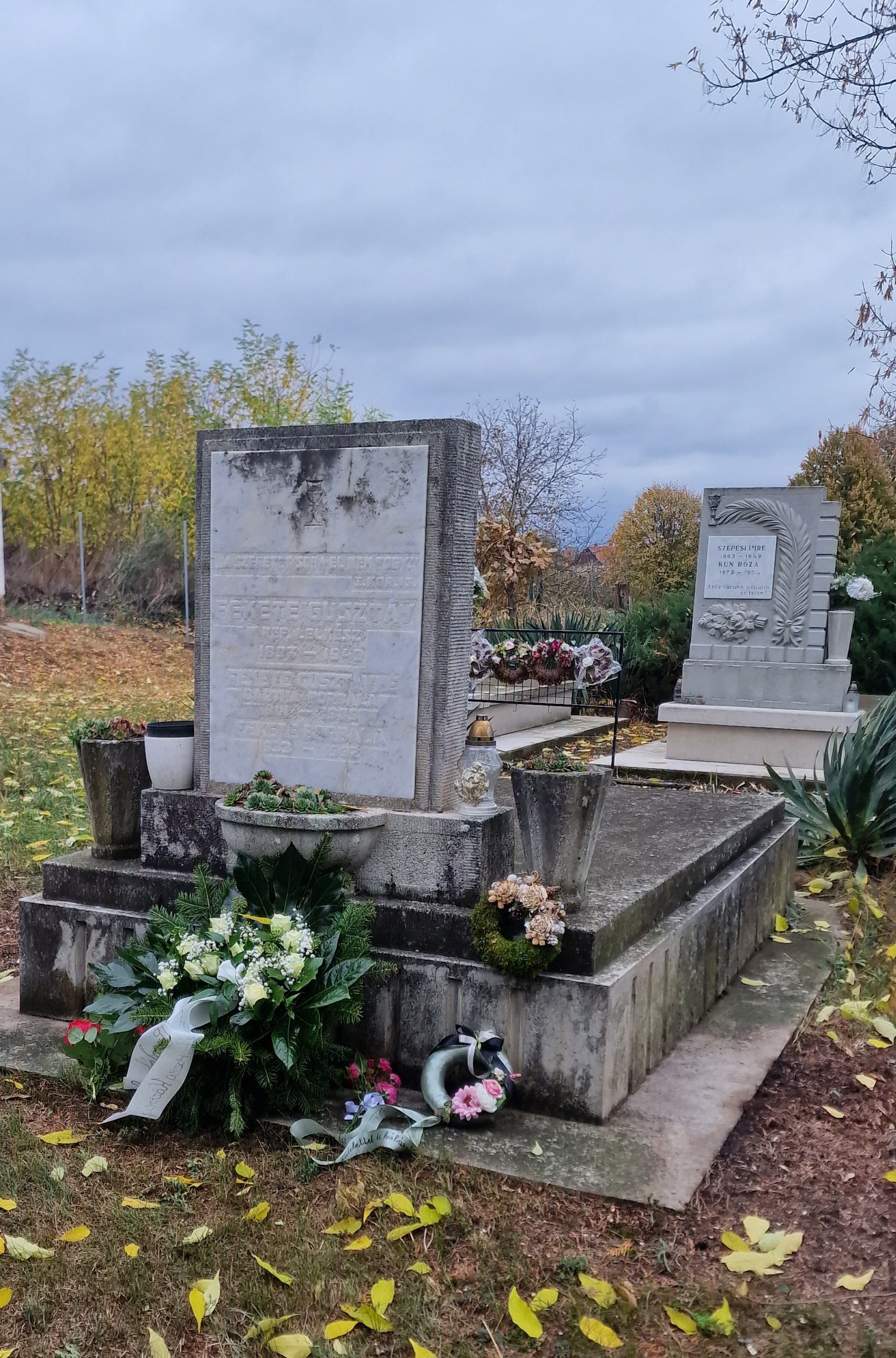
Fekete Borbála sírja a szentpéterszegi köztemetőben.

1992. szeptember 12-én helyezték örök nyugalomra a szentpéterszegi temetőben.

## Díjai, elismerései
- 1972 - Székely Bertalan-emlékérem.
- 1973 - Pro Vita Aesthetica érem.
- 1992 - Hajdúszoboszló Városáért kitüntetés.

## Emlékezete
- Róla nevezték el szülőfalujának egyik utcáját, a Berettyóújfalu-Pocsaj közti út belterületi szakaszának nyugati részét.
- Az ő nevét viseli szülőfaluja, Szentpéterszeg általános iskolája.

## Fekete Borbála-díj
A Fekete Borbála Alapítvány 2012-ben hozta létre a Fekete Borbála-díjat, hogy a Fekete Borbála emlékéhez méltó festőművészeket, művész pedagógusokat díjazza. A díjat a Covid-19 járvány miatt 2020-ban és 2021-ben nem adták ki.
2022-től a díj gondozója Szentpéterszeg Községi Önkormányzat

### Díjazottak
- 2013 - Tamus István grafikusművész.
- 2014 - Madarász-Kathy Margit, Ferenczy Noémi-díjas öltözéktervező iparművész.
- 2015 - Török Anikó, Medgyessy Ferenc-díjas festőművész.
- 2015 - Garancsi Borbála festőművész
- 2016 - Rácz Imre festőművész
- 2017 - L. Ritók Nóra grafikusművész
- 2017 - Lukács Gábor festőművész, grafikus
- 2018 - Palotai Erzsébet festőművész
- 2018 - Szoboszlainé Kádár Anikó festőművész
- 2019 - Szilágyi Imre grafikusművész
- 2022 - Bíró Eszter festőművész
- 2022 - Velényi Rudolf grafikusművész
- 2023 - Tóth M. Zsuzsanna grafikusművész
- 2024 - Bessenyei Valéria ötvös- és tűzzománc művész